# Tatyana Kuznetsova
Tatyana Dmitriyevna Kuznetsova (Gorki, atual Níjni Novgorod, 14 de julho de 1941 – Moscou, 29 de agosto de 2018) foi uma cosmonauta da antiga União Soviética e o mais jovem ser humano a ser selecionado por um governo para viajar ao espaço. Contudo, ela retirou-se do programa espacial de seu país sem ter realizado nenhum voo espacial tripulado.
Ingressou na Força Aérea Soviética aos 18 anos de idade e passou a realizar frequentes saltos de paraquedas, chegando a estabelecer alguns recordes nacionais e pelo menos um mundial. Em 3 de março de 1962 foi selecionada como uma das cinco mulheres a compor a primeira turma feminina de cosmonautas soviéticas. Na época Kuznetsova contava com apenas 20 anos de idade, de modo que tornou-se a pessoa mais jovem a ser escolhida como cosmonauta ou astronauta.
Pouco antes, os Estados Unidos haviam declarado que haviam selecionado treze mulheres para uma turma feminina de astronautas e isso motivou o governo comunista de Moscou a escolher também algumas mulheres para realizar um voo espacial. O governo comunista também tinha o desejo de enviar ao espaço uma mulher antes dos norte-americanos, de modo que as cinco mulheres da primeira turma feminina de cosmonautas soviéticas tiveram de realizar treinamentos rigorosos para voar já no ano seguinte. Alguns relatos posteriormente publicados deram conta que Kuznetsova figurava como a mais provável mulher de sua turma a decolar primeiro. Porém, após alguns exames, seu desempenho físico e psicológico teria deixado a desejar. Na primeira metade de 1963 foram escolhidas três mulheres para voar ao espaço. Como a nave utilizada pela União Soviética na época, a Vostok, somente levava um tripulante, ficava claro que apenas uma das três decolaria, enquanto as demais ficariam como reserva. Contudo, o nome de Kuznetsova nem sequer figurou entre estas três. As escolhidas foram Valentina Tereshkova, Valentina Ponomaryova e Irina Soloviyova.
Destas, apenas Tereshkova iria ao espaço, tornando-se a primeira mulher a realizar um voo espacial - e, durante dezenove anos, a única. Em 16 de junho de 1963 Tereshkova tornou-se a primeira mulher a ir ao espaço, decolando na nave Vostok 6, e Kuznetsova foi a única integrante da turma feminina de cosmonautas que absteve-se de ir ao centro de lançamento para acompanhar a decolagem da colega.
Kuznetsova tornou-se, posteriormente, tenente-coronel da força aérea de seu país, e manteve-se no programa espacial soviético. Em 1965, chegou a ser escolhida como a comandante reserva para a missão da nave Voskhod 5, que levaria ao espaço a primeira tripulação formada por duas mulheres. A tripulação principal era formada por Ponomaryova como comandante e Soloviyova como co-piloto. A missão teria a duração de dez dias e durante a mesma Soloviyova se tornaria a primeira mulher a caminhar no espaço. Contudo, em janeiro de 1966, o idealizador da missão, o projetista-chefe Sergei Korolev, morreu inesperadamente durante uma cirurgia. Desta forma, a missão foi cancelada.
Em 1969 quatro da cinco mulheres da primeira turma feminina de cosmonautas soviéticas retiraram-se do programa espacial. Apenas Valentina Tereshkova permaneceria como membro ativo no programa espacial de seu país, até 1997, quando já contava com 60 anos de idade, tornando-se a mulher que manteve-se no serviço ativo de um programa espacial por mais tempo. Pouco antes de retirar-se do programa espacial Kuznetsova havia se graduado em engenharia na Academia Militar de Engenharia de Monino.
Casou-se com Lado Vladimirovich Pitskhelauri, um ex-candidato a cosmonauta, com quem teve um filho, Vladimir, em 1971. Faleceu em 29 de agosto de 2018 aos 77 anos de idade.